# Мартосіс 15
Мартосіс 15 (англ. Marktosis 15) — індіанська резервація в Канаді, у провінції Британська Колумбія, у межах регіонального округу Елберні-Клекват.

## Населення
За даними перепису 2016 року, індіанська резервація нараховувала 622 особи, показавши скорочення на 10,5%, порівняно з 2011-м роком. Середня густина населення становила 518,1 осіб/км².
З офіційних мов обидвома одночасно володіли 10 жителів, тільки англійською — 615. Усього 50 осіб вважали рідною мовою не одну з офіційних, з них 45 — одну з корінних мов.
Працездатне населення становило 59,3% усього населення, рівень безробіття — 23,5%.
Середній дохід на особу становив $16 353 (медіана $7 824), при цьому для чоловіків — $14 701, а для жінок $17 932 (медіани — $4 528 та $10 976 відповідно).
14,9% мешканців мали закінчену шкільну освіту, не мали закінченої шкільної освіти — 34,5%, 49,4% мали післяшкільну освіту, з яких 16,3% мали диплом бакалавра, або вищий, 10 осіб мали вчений ступінь.
| Статево-вікова структура населення | Статево-вікова структура населення | Статево-вікова структура населення | Статево-вікова структура населення | Статево-вікова структура населення |
| ---------------------------------- | ---------------------------------- | ---------------------------------- | ---------------------------------- | ---------------------------------- |
|                                    |                                    |                                    |                                    |                                    |
| Всього                             | Всього                             | 52,0%48,0%                         |                                    |                                    |
| 0 — 14 років                       | 0 — 14 років                       |                                    | 30,4%                              | 30,4%                              |
| 15 — 64 років                      | 15 — 64 років                      |                                    | 63,2%                              | 63,2%                              |
| 65 і більше                        | 65 і більше                        |                                    | 6,4%                               | 6,4%                               |
| 85 і більше                        | 85 і більше                        |                                    | 0,8%                               | 0,8%                               |
| Середній вік (років)               | Середній вік (років)               | 29,631,3                           | 30,4                               | 30,4                               |
| Медіана (років)                    | Медіана (років)                    | 26,9                               | 26,9                               | 26,9                               |
| — чоловіки — жінки                 |                                    |                                    |                                    |                                    |

| Походження мешканців:     | Походження мешканців:     | Походження мешканців: | Походження мешканців: | Походження мешканців: |
| ------------------------- | ------------------------- | --------------------- | --------------------- | --------------------- |
| Походження                |                           |                       | осіб                  | %                     |
| Корінні американці        | Корінні американці        |                       | 600                   | 96%                   |
| Інше північноамериканське | Інше північноамериканське |                       | 10                    | 1.6%                  |
| Європейське               | Європейське               |                       | 30                    | 4.8%                  |
| британське                | британське                |                       | 20                    | 3.2%                  |
| українське                | українське                |                       | 10                    | 1.6%                  |
| Латинськоамериканське     | Латинськоамериканське     |                       | 10                    | 1.6%                  |

## Клімат
Середня річна температура становить 9,3°C, середня максимальна – 18,2°C, а середня мінімальна – 0,7°C. Середня річна кількість опадів – 3 143 мм.
| Клімат поселення                              | Клімат поселення | Клімат поселення | Клімат поселення | Клімат поселення | Клімат поселення | Клімат поселення | Клімат поселення | Клімат поселення | Клімат поселення | Клімат поселення | Клімат поселення | Клімат поселення | Клімат поселення |
| Показник                                      | Січ.             | Лют.             | Бер.             | Квіт.            | Трав.            | Черв.            | Лип.             | Серп.            | Вер.             | Жовт.            | Лист.            | Груд.            |                  |
| Середній максимум, °C                         | 7,97             | 8,82             | 9,67             | 11,58            | 14,27            | 16,61            | 17,50            | 18,19            | 16,53            | 12,59            | 9,07             | 7,06             |                  |
| Середня температура, °C                       | 4,31             | 5,16             | 6,01             | 7,95             | 10,60            | 12,93            | 14,85            | 15,55            | 13,87            | 9,94             | 6,42             | 4,42             |                  |
| Середній мінімум, °C                          | 0,70             | 1,51             | 2,38             | 4,30             | 6,97             | 9,29             | 12,22            | 12,92            | 11,23            | 7,32             | 3,78             | 1,79             |                  |
| Норма опадів, мм                              | 447              | 323              | 318              | 253              | 151              | 122              | 72               | 86               | 132              | 346              | 470              | 423              |                  |
| Середньомісячна швидкість вітру, м/с          | 4.98             | 4.55             | 4.60             | 4.40             | 4.18             | 4.00             | 3.80             | 3.49             | 3.48             | 4.10             | 4.89             | 4.98             |                  |
| Середньомісячна сонячна радіація, кДж/м²·день | 3075             | 5755             | 9540             | 14183            | 17988            | 19264            | 19595            | 16822            | 12558            | 6900             | 3502             | 2370             |                  |
| --------------------------------------------- | ---------------- | ---------------- | ---------------- | ---------------- | ---------------- | ---------------- | ---------------- | ---------------- | ---------------- | ---------------- | ---------------- | ---------------- | ---------------- |
| Джерело:                                      |                  |                  |                  |                  |                  |                  |                  |                  |                  |                  |                  |                  |                  |